# Santa Elena (Spanyolország)
Santa Elena egy község Spanyolországban, Jaén tartományban. Santa Elena Aldeaquemada, Vilches, La Carolina és Viso del Marqués községekkel határos. Lakosainak száma 866 fő (2024).

## Turizmus, látnivalók
A község területén található a Despeñaperros Natúrpark.

## Népesség
A település népessége az elmúlt években az alábbi módon változott:
| Lakosok száma | 1019 | 1004 | 1005 | 1032 | 990  | 1001 | 930  | 888  | 883  | 866  |
|               | 2001 | 2004 | 2007 | 2009 | 2012 | 2014 | 2017 | 2019 | 2022 | 2024 |